# Inês da Áustria, Duquesa de Świdnica
Inês de Áustria (em polonês/polaco:  Agnieszka Habsburska, em alemão:  Agnes von Habsburg) (Viena, 1322 – Świdnica, 2 de fevereiro de 1392) foi uma princesa alemã da  Casa de Habsburgo, que se tornou, em virtude do seu casamento, Duquesa de Świdnica, na Silésia.

## Biografia

### Primeiros anos
Inês foi a segunda e última filha de Leopoldo I, Duque da Áustria, e da sua esposa Catarina de Saboia, filha de Amadeu V de Saboia. Ficou órfã de pai com apenas quatro anos, em 1326. Nesse ano, Inês e a sua irmã Catarina ficaram sob a guarda dos seus tios, Frederico, o Belo e Alberto II da Áustria, que se sucederiam no ducado.

### Casamento

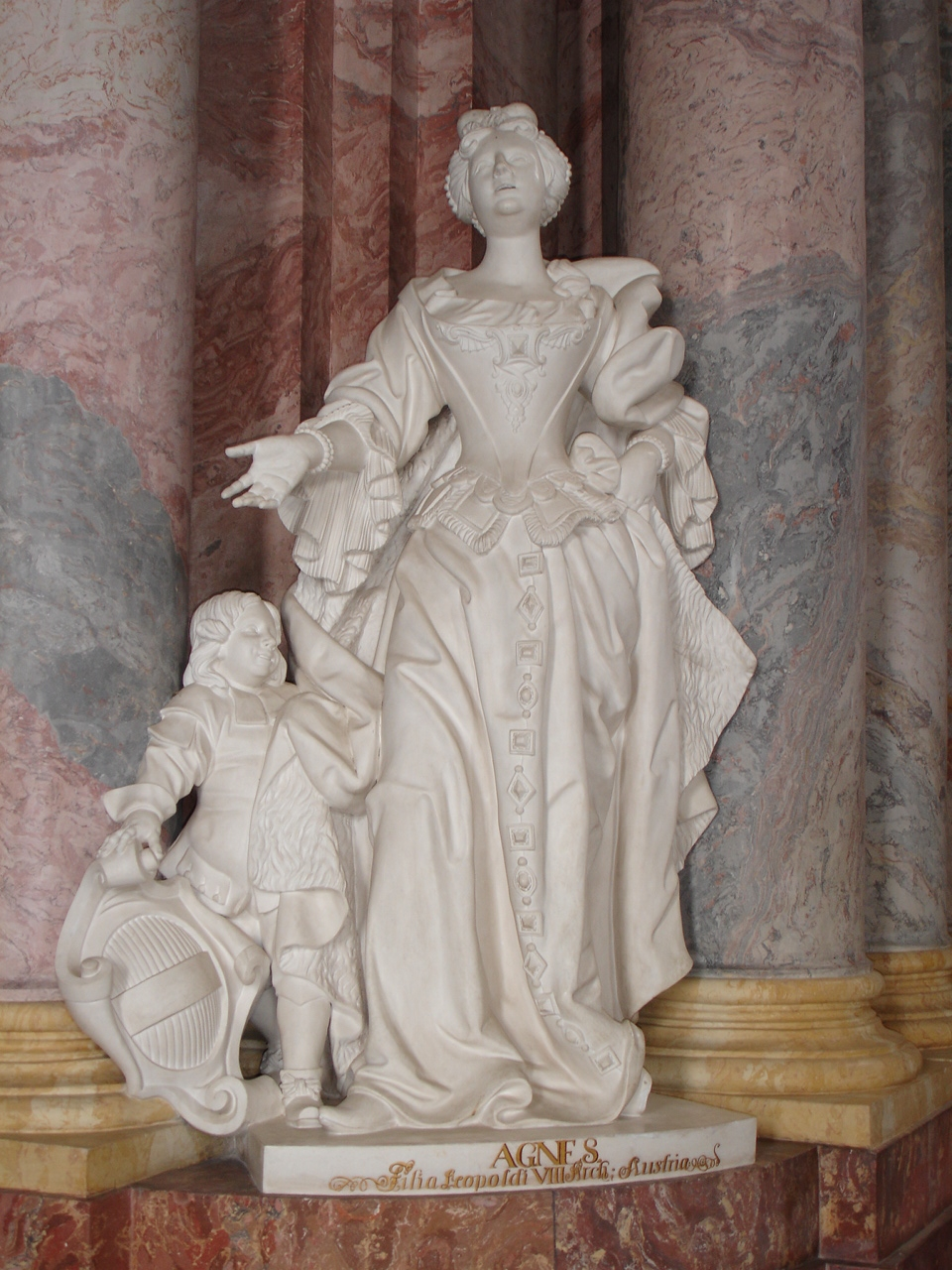
Escultura de Inês no mausoléu da Abadia de Krzeszów.

A 1 de junho de 1338, Inês desposou o Duque Bolko II de Świdnica, um dos ducados da Silésia. Bolko II procurou esta união para se mostrar apoiante da causa dos Habsburgo, e  desta forma colocar-se contra a rival Casa de Luxemburgo. Não se encontram registos de filhos deste casamento, embora algumas fontes sugiram que tiveram dois filhos: Isabel (f. 1407) e Bolko, que terá falecido com apenas nove anos de idade (de acordo uma antiga lenda da Silésia), assassinado por um cortesão que o terá atingido acidentalmente com uma pedra uma pedra durante um jogo.

### Últimos anos
Bolko II faleceu em 1368, e Inês recebeu, de acordo com a tradição regional, uma espécie de "dote de viuvez" (Oprawa wdowia): recebeu em herança os ducados de Świdnica, Jawor e Lwówek. Inês viria a falecer a 2 de fevereiro de 1392, em Świdnica, e ficou sepultada na Capela Franciscana da Abadia de Krzeszów. De acordo com o tratado realizado em 1353 entre Bolko II e o Imperador Carlos IV do Luxemburgo, após a sua morte os ducados foram incorporados no Reino da Boémia.